# がんばれ!兄ちゃん
『がんばれ!兄ちゃん』（がんばれ にいちゃん）は、1973年6月10日から9月30日までTBS系列で放送されたテレビドラマ。全16話。放送時間は毎週日曜 19:30 - 20:00。

## 概要
クリーニング屋を舞台に、何をやっても駄目な高校生・白川太郎、秀才でスポーツ万能の中学生・白川次郎、お茶目な末っ子・チコの三兄弟が繰り広げるドラマ。
同局で放送中の『ケンちゃんシリーズ』で人気を上げた進士晴久を主演とした作品。弟役には、『超人バロム・1』（よみうりテレビ制作・日本テレビ系列ほか）に主演した高野浩幸が出演。高野と妹役の瀬島充貴は、本作の同年に放送されたテレビドラマ『ゆびきり』でも兄妹役で共演している。

## キャスト
- 白川太郎（長男）：進士晴久
- 白川次郎（次男）：高野浩幸
- チコ（末っ子）：瀬島充貴[注釈 1]
- 白川春子（母）：高田敏江
- 白川浜吉（祖父）：松村達雄
- 塚本雄司（クリーニング店員）：牟田悌三
- 新伍（店員見習い）：石田信之
- 新伍の妹・富子（住み込み店員）：金子由紀江[注釈 2]
- 夏子おばさん ：草笛光子
- マサ子（太郎の1年先輩）：津山登志子
- 中村（次郎が所属する柔道部の主将）：藤江喜幸

※白川家は、5年前に父が死去した設定になっている。

## スタッフ
- プロデューサー：忠隈昌(TBS)、杉山茂隆
- 脚本：大石隆一
- 監督：曾根義隆
- 制作：国際放映、TBS

## 主題歌
『がんばれ!兄ちゃん』
- 作詞：阿久悠 / 作曲：三木たかし / 編曲：高田弘 / 歌：紅弘二

## 放送日程
データ参考：『福島民報』・『河北新報』・『福島民友』1973年6月10日 - 9月30日付朝刊テレビ欄。
| 回 | 放送日         | サブタイトル                 | ゲスト                                            |
| -- | -------------- | ---------------------------- | ------------------------------------------------- |
| 1  | 1973年 6月10日 | 子犬とナゾナゾ               |                                                   |
| 2  | 6月17日        | 柔道珍作戦                   | 坂本新兵（坂田先生）                              |
| 3  | 6月24日        | りっぱな0点                  |                                                   |
| 4  | 7月1日         | 浜辺でアタック               |                                                   |
| 5  | 7月8日         | 小さなガールフレンド         | 三遊亭圓楽（山口和彦） 細川美恵（その娘・メグミ） |
| 6  | 7月15日        | 友情のつばめ返し             |                                                   |
| 7  | 7月29日        | 秘密の約束                   | 青沼三郎（住職）                                  |
| 8  | 8月5日         | 車に乗った音楽隊             |                                                   |
| 9  | 8月12日        | ラブレター騒動               |                                                   |
| 10 | 8月19日        | ウルトラマンタロウになったぞ | 木島進一（有村）                                  |
| 11 | 8月26日        | ボクは超能力者だ             |                                                   |
| 12 | 9月2日         | ハッスルのど自慢             |                                                   |
| 13 | 9月9日         | モンキー兄弟 やーい！        |                                                   |
| 14 | 9月16日        | シンデレラの靴               |                                                   |
| 15 | 9月23日        | SLど根性                     | ケーシー高峰（峰吉） 佐久田修（その息子・五郎）   |
| 16 | 9月30日        | 泣くな妹よ                   | 桜むつ子（ラーメン店の店主・ツネ子）              |

## 放送局
- TBS（制作局）：日曜 19:30 - 20:00
- 北海道放送：日曜 19:30 - 20:00[5]
- 青森テレビ：日曜 19:30 - 20:00[6]
- 岩手放送：日曜 19:30 - 20:00[7]
- 秋田放送：火曜 18:00 - 18:30[8]
- 山形放送：火曜 18:00 - 18:30[8]
- 東北放送：日曜 19:30 - 20:00[9]
- 福島テレビ：日曜 19:30 - 20:00[9]
- 新潟放送：日曜 19:30 - 20:00[10]
- 信越放送：日曜 19:30 - 20:00[11]
- テレビ山梨：日曜 19:30 - 20:00[12]
- 静岡放送：日曜 19:30 - 20:00[12]
- 北陸放送：日曜 19:30 - 20:00[10]
- 福井放送：火曜 18:00 - 18:30[13]
- 中部日本放送：日曜 19:30 - 20:00[14]
- 朝日放送：日曜 19:30 - 20:00[15]
- 山陰放送：日曜 19:30 - 20:00[16]
- 山陽放送：日曜 19:30 - 20:00[17]
- 中国放送：日曜 19:30 - 20:00[17]
- 四国放送：火曜 18:00 - 18:30[18]
- 南海放送：火曜 18:00 - 18:30[19]
- テレビ高知：日曜 19:30 - 20:00[20]
- RKB毎日放送：日曜 19:30 - 20:00[21]
- 長崎放送：日曜 19:30 - 20:00[21]
- 熊本放送：日曜 19:30 - 20:00[21]
- 大分放送：日曜 19:30 - 20:00[19]
- 宮崎放送：日曜 19:30 - 20:00[22]
- 南日本放送：木曜 19:00 - 19:30[22]
- 琉球放送：日曜 19:30 - 20:00[23]

## 補足
番組の冒頭、主題歌が流れる前に「がんばれ!兄ちゃん!」と出演者複数の声が入る。
チコを主人公にした漫画『なぞなぞチコちゃん』が、椋れいこによって、小学館学習雑誌「小学三年生」（小学館）の1973年9月号から1975年3月号まで連載された。太郎と次郎も登場している。